# Stefan Gustavsson (fotbollsspelare)
Stefan Gustavsson är en svensk före detta fotbollsspelare som representerade Gais åren 1976–1979. Han var sedan ordförande för klubben 1997–2001.
Gustavsson kom till Gais från Skärhamns IK 1976. Säsongen 1976 spelade han blott en match (inga mål) i division II södra för Gais, men till säsongen därpå blev han ordinarie i klubbens A-lag. Efter säsongen 1979 lämnade han Gais efter sammanlagt 46 matcher (5 mål).
Hösten 1997 valdes han till ordförande i Gais, en post som han beklädde till och med februari 2001, då han efterträddes av Christer Wallin.